# 추천석뎐
《추천석뎐》은 1990년 1월 28일에 KBS 1TV에서 방영된 설 특집 드라마이다. 생년월일과 생시가 같은 동명이인인 경기도 용인에 사는 부자인 추천석과 충청도 진천에 사는 가난한 농민인 추천석이 저승사자의 착각 때문에 뒤바뀐 운명을 통해 해학과 웃음을 그린 뮤지컬 드라마이다.

## 출연진
- 김진해
- 김성녀
- 김진태
- 연운경
- 김성원
- 박인환
- 김종엽
- 윤문식
- 최주봉
- 안병경
- 장용
- 김기진
- 정종준
- 선동혁
- 최헌철
- 서주희
- 박정열
- 이영호
- 장덕수
- 유영휘
- 김수정
- 이재은
- 김소정